# Lista de marcos eleitorais do Partido dos Trabalhadores

Logotipo do PT

Esta é uma lista de marcos eleitorais do Partido dos Trabalhadores (PT), ou seja, uma lista das primeiras vezes em que o partido logrou algum êxito notável em uma eleição. A lista inclui também marcos que o partido deixou na história do Brasil, e não apenas na do partido.

## Lista
Eleições gerais, com uma vaga por estado para o Senado Federal
      Eleições gerais, com duas vagas por estado para o Senado Federal
      Eleições municipais
      Eleições presidenciais, apenas
| Ano  | Marcos na história eleitoral | Marcos na história eleitoral | Comentários e referências |
| Ano  | do País | do Partido | Comentários e referências |
| ---- | --- | --- | --- |
| 1982 | | - Primeira eleição disputada - Primeiras prefeituras | - Na primeira eleição concorrida pelo Partido, elege oito deputados federais: Luiz Dulci, José Eudes, Airton Soares, Bete Mendes, Djalma Bom, Eduardo Suplicy, Irma Passoni e José Genoino. Mais tarde, Eudes, Soares e Mendes seriam expulsos por terem participado do Colégio Eleitoral de 1985.:116 - Também elege 13 deputados estaduais: um no Acre, um em Minas Gerais, dois no Rio de Janeiro e nove em São Paulo - Os primeiros prefeitos a se elegerem pelo Partido são Gilson Menezes, em Diadema; e Manoel da Silva Costa (Manuca), em Santa Quitéria do Maranhão. :54-55 - Na eleição de 1982 foram oferecidas, excepcionalmente, três vagas de senador por Rondônia, das quais nenhuma foi alcançada pelo PT. - Nem todos os municípios puderam escolher seus prefeitos em 1982.:Art. 2º |
| 1985 | - Primeira mulher prefeita de capital                                                                                                   | - Primeira prefeitura de capital | - Em Fortaleza, capital do Estado do Ceará, faz sua primeira prefeitura de capital. Maria Luíza Fontenele também foi a primeira mulher eleita para comandar uma capital de estado brasileiro. :53,117:404 - Nem todos os municípios puderam escolher seus prefeitos em 1985. :Art. 2º |
| 1986 | - Votação recorde para Deputado Federal                                                                                                 | - Assegurada a participação na Constituinte de 1987 | - Dobra sua bancada de deputados federais, subindo de 8 para 16. Esses congressistas integrariam a Assembleia Nacional Constituinte de 1987, apesar de terem se posicionado pela formação de constituinte exclusiva. - Dentre esses deputados se encontrava, o futuramente Presidente, Luiz Inácio Lula da Silva, eleito com a maior votação para o cargo, em termos nominais,. com 650 mil votos. - Na eleição de 1986 foram oferecidas, excepcionalmente, três vagas de senador pelo Distrito Federal, :Art. 3º, Parágrafo único das quais nenhuma foi alcançada pelo PT. |
| 1988 | - Primeira mulher prefeita do município mais populoso                                                                                   | - Primeira prefeitura no município mais populoso - Três prefeituras de capitais                                                                           | - Contrariando as projeções, Luiza Erundina é eleita, prefeita da maior cidade do Brasil — São Paulo — sendo a primeira mulher a governar a metrópole. - Vence também, na capital gaúcha — Porto Alegre — Olívio Dutra, dando início a uma era de 16 anos consecutivos de administração petista na cidade. Ex-dirigente sindical dos bancários, é o primeiro sindicalista a ocupar a posição. - Também faz a capital capixaba — Vitória — com Vitor Buaiz. - Nesse ano, os cidadãos do recém-criado Estado do Tocantins puderam, excepcionalmente, escolher governador, senadores e deputados federais. No entanto, o PT não obteve resultados expressivos nessas disputas. |
| 1989 | | - Primeira eleição presidencial disputada | - Disputando, pela primeira vez, à Presidência da República, o Partido lança Luiz Inácio Lula da Silva. O candidato se classifica para o segundo turno, mas acaba sendo prejudicado pela Rede Globo, conforme confessaria, dez anos depois, seu adversário. |
| 1990 | | - Primeiro senador | - Eleito o primeiro senador do partido: Eduardo Suplicy, que completaria 24 anos consecutivos de mandato. - Pela segunda vez consecutiva, dobra sua bancada de deputados federais, subindo de 16 para 35, 7% da Casa.:79 - Jorge Viana termina o primeiro turno da eleição para Governador do Acre com apenas 360 votos a menos que o primeiro colocado. As pesquisas para o turno seguinte apontam empate mas, em meio a acusações de fraude, Viana perde a esperança de se tornar o primeiro governador petista por mais de 12 mil votos. - Na eleição de 1990 foram oferecidas, excepcionalmente, três vagas de senador pelo Amapá, e outras três por Roraima. |
| 1992 | | | - Eleitos quatro prefeitos em capitais: Jorge Viana, em Rio Branco, capital acreana; Darci Accorsi em Goiânia, capital goiana; Patrus Ananias em Belo Horizonte, capital mineira; e Tarso Genro, em Porto Alegre, capital gaúcha. |
| 1994 | - Mais jovem senadora - Primeira mulher negra senadora                                                                                  | - Primeiros governadores | - Marina Silva é eleita senadora, pelo Acre, aos 36 anos, sendo a mais jovem a alcançar o cargo. - Também elege-se senadora, pelo Rio de Janeiro, Benedita da Silva, a primeira mulher negra a atingir o posto. :102 - Além de Marina e Benedita, também elegem-se senadores José Eduardo Dutra e Lauro Campos. - Ainda elege seus primeiros governadores de estado: Vitor Buaiz e Cristovam Buarque. :72 |
| 1996 | | | - Dois prefeitos eleitos em capitais: Raul Pont, em Porto Alegre; e Edmilson Rodrigues, em Belém. |
| 1998 | - Primeira mulher senadora por Alagoas                                                                                                  | | - Três senadores: Heloísa Helena, Eduardo Suplicy e Tião Viana. Aquela primeira sendo a primeira mulher a representar Alagoas no Senado, mas seria expulsa em 2003. :270 - Também elege três governadores: Olívio Dutra, Zeca do PT e Jorge Viana. :74 |
| 2000 | - Segunda mulher prefeita do município mais populoso                                                                                    | - Segunda prefeitura no município mais populoso | - Elege a segunda mulher a governar o Município de São Paulo, Marta Suplicy. - Além de Marta, outros cinco prefeitos elegem-se em capitais. - Além dessas seis capitais, outras importantes prefeituras são vencidas, como as de Guarulhos, Ribeirão Preto, Campinas, Caxias do Sul e Londrina. |
| 2002 | - Primeiro Presidente da República de origem sindical - Primeiro Presidente da Câmara de origem sindical - Votação recorde para senador | - Primeira Presidência da República - Dobro de senadores - Primeira Presidência da Câmara - Maior bancada da Câmara - Partido mais votado para governador | - Em 2002, o Partido chega, pela primeira vez, à Presidência da República. Luiz Inácio Lula da Silva também é o primeiro sindicalista a atingir o posto. - No mesmo ano, elege Aloizio Mercadante senador da República com 10,49 milhões de votos, a maior votação já registrada para o cargo no país até então. - Ao todo, são dez senadores eleitos: Paulo Paim, Ideli Salvatti, Flávio Arns, Ana Júlia Carepa, Marina Silva, Aloizio Mercadante, Delcídio do Amaral, Serys Slhessarenko, Fátima Cleide e Cristovam Buarque. Este último se desfiliaria ainda durante o mandato, em 2005. - O partido se torna o maior da Câmara, elegendo 91 deputados federais, a maior bancada que já elegeu. :79. Assim garante, no ano seguinte, a vitória de João Paulo Cunha como Presidente da Câmara dos Deputados. Foi, então, o primeiro petista e o primeiro sindicalista a obter o cargo. - Entre governadores, elegem-se Wellington Dias, Jorge Viana e Zeca do PT. Esses dois últimos buscavam a reeleição. :75 - Ao todo, o partido captou, no 1.º turno, 27,6% dos votos válidos para governadores: a melhor marca do partido e daquela eleição. :76 |
| 2004 | | - Dobro de prefeituras - Derrota em grandes centros urbanos                                                                                               | - A sigla mais do que dobra a quantidade de prefeitos eleitos, pulando de 187 para 411. - Reelege os prefeitos da terceira e da quarta maiores cidades do país: Fernando Pimentel, em Belo Horizonte e João Paulo, em Recife. - Por outro lado, perde prefeituras de importantes centros urbanos, como as de São Paulo, Campinas, Santos, Goiânia, Ribeirão Preto e Porto Alegre. Nesta última, a derrota encerrava uma era de 16 anos consecutivos de administração petista. |
| 2006 | - Votação recorde para a Presidência - Melhores votações para senadores                                                                 | - Primeira perda na bancada da Câmara | - Lula reelege-se Presidente da República, com votação recorde. Em fato raro, seu adversário recebe menos votos no segundo turno do que já havia recebido no primeiro. - Dois senadores eleitos: Tião Viana e Eduardo Suplicy. Viana obteve o melhor desempenho, em termos proporcionais; assim como Suplicy, em termos numéricos. - Pela primeira vez em sua história, elege menos deputados federais do que havia feito na eleição anterior. A bancada petista cai, então, de 91 para 83 deputados, perdendo o posto de maior bancada para o PMDB. |
| 2008 | | | - Vence em importantes cidades do Estado de São Paulo: Luiz Marinho em São Bernardo do Campo, eleito em segundo turno; Emídio de Souza em Osasco, reeleito em primeiro turno; e Marcia Rosa em Cubatão. Esta última seria a primeira vitória petista em prefeituras da Baixada Santista desde 1992. - No grupo formado pelas 26 capitais e 53 municípios com mais de 200 mil eleitores, sobe de 18 para 21 prefeitos, mantendo a liderança obtida em 2000. Entretanto, não emplaca nenhuma vitória de grande relevo, fracassando em São Paulo, Salvador e Porto Alegre. Ainda assim, os partidos de oposição a Lula saem como os maiores derrotados. |
| 2010 | - Primeira mulher Presidente | - Segunda Presidência da República | - Em 31 de outubro de 2010, Dilma Rousseff é eleita Presidente da República, sucedendo ao copartidário Lula e se tornando a primeira mulher a assumir o posto. - Faz onze senadores: Jorge Viana, Walter Pinheiro, José Pimentel, Delcídio do Amaral, Gleisi Hoffmann, Humberto Costa, Wellington Dias, Lindberg Farias, Paulo Paim, Ângela Portela e Marta Suplicy. - Na Câmara, recupera cinco das oito cadeiras que havia perdido em 2006, retomando, do PMDB, o título de maior bancada. - Faz cinco governadores: Tião Viana, Jaques Wagner, Agnelo Queiroz, Tarso Genro e Marcelo Déda. |
| 2012 | | - Terceira prefeitura no município mais populoso - Pior desempenho para Prefeito de Porto Alegre                                                          | - Recupera a prefeitura de São Paulo. Fernando Haddad é o terceiro petista a governar o município mais populoso do país. - Disputando, pela oitava vez, pela Prefeitura de Porto Alegre, a qual já havia alcançado por quatro vezes consecutivas, o Partido obteve míseros 9,64% dos votos válidos no turno único. Em números percentuais, é o pior resultado que já rendeu na capital gaúcha, menos até que os 11,79% obtidos na primeira vez que disputou, em 1985. - Nos 186 municípios com mais de 100 mil eleitores, faz 32 prefeitos. Menos do que os 46 que tinha, mas se mantém como o partido com o maior número de eleitores governados a nível municipal, com 27 milhões deles. |
| 2014 | - 2ª Disputa presidencial mais acirrada da história                                                                                     | - Primeiro Governador em Minas - Pior desempenho para Governador de São Paulo em 20 anos                                                                  | - Na disputa presidencial mais acirrada da história do país até então, Dilma Rousseff é reeleita Presidente da República. - Faz dois senadores: Paulo Rocha e Fátima Bezerra. - Na disputa por São Paulo, entretanto, o desempenho no primeiro turno para Governador foi o pior em 20 anos. Os 18,2% de Alexandre Padilha superam os 14,9% de Dirceu, em 1994, mas ficam abaixo dos 23,0% de Marta Suplicy, em 1998; dos 32,5% de Genoino, em 2002; dos 31,7% de Mercadante, em 2006; e dos 35,2% de Mercadante, novamente, em 2010. - Mantém cinco governadores: Tião Viana, Rui Costa, Camilo Santana, Fernando Pimentel e Wellington Dias. A vitória mineira põe o primeiro petista no cargo de Governador de Minas e encerra 12 anos consecutivos de administração tucana no estado de origem do adversário de Dilma. |
| 2016 | | - Pior desempenho para Prefeitura em São Paulo em 20 anos.                                                                                                | - Ganha em apenas uma capital, Rio Branco no Acre com Marcus Alexandre. - Perde 60% de suas prefeituras. |
| 2018 | | - Primeira derrota presidencial depois das eleições de 2002                                                                                               | - Após 4 vitórias em eleições presidenciais consecutivas, o partido perde com 44,87% com o candidato Fernando Haddad. - Fez 4 senadores: Jaques Wagner, Rogério Carvalho, Humberto Costa e Paulo Paim. - O partido ficou com a maior bancada de deputados federais no país, totalizando 56 deputados. - Foi o partido que conseguiu maior número de governadores: Rui Costa, Camilo Santana, Wellington Dias e Fátima Bezerra. |
| 2020 | | - Não consegue eleger prefeitos de capitais pela primeira vez desde 1985                                                                                  | - Elege 183 chefes de executivo municipais, menor marca desde 2006. Em compensação, a população sob administração ficou estável. |
| 2022 | - Disputa presidencial mais acirrada da história                                                                                        | - Terceira Presidência da República | - Lula é eleito Presidente da República pela terceira vez com 50,90% dos votos. - Fez 4 senadores: Beto Faro, Camilo Santana, Wellington Dias e Tereza Leitão. - Melhor desempenho da história do partido na disputa para governador de São Paulo, com Fernando Haddad recebendo 44,73% no segundo turno. - O partido ficou com a segunda maior bancada de deputados federais no país, totalizando 69 deputados, ampliando o total de deputados. A Federação Brasil da Esperança, a qual o partido integra, fez 81 deputados. - Foi o partido que conseguiu maior número de governadores (junto ao União Brasil): Jerônimo Rodrigues, Elmano de Freitas, Rafael Fonteles e Fátima Bezerra. |
| 2024 | | - Volta ao comando de uma capital, ao eleger o prefeito de Fortaleza                                                                                      | - Elege 252 prefeitos e 3.127 vereadores, aumentando a quantidade de eleitos em relação a 2020. |

- A sigla jamais elegeu um governador em São Paulo,[76] o estado mais populoso do país, mesmo tendo apresentado candidaturas próprias em todas as disputas desde sua fundação[77]